# Ineu - Lala
Ineu - Lala este o arie protejată de interes național ce corespunde categoriei a IV-a IUCN (rezervație naturală de tip mixt), situată în județul Bistrița-Năsăud, pe teritoriul administrativ al comunelor Leșu, Rodna și Șanț.

## Localizare
Aria naturală se află în Munții Rodnei, în partea nord-estică a județului Bistrița-Năsăud (aproape de limita teritorială cu județul Suceava, ocupând teritoriul sudic al Parcului Național Rodna), în apropierea drumului național DN17D, care leagă orașul Beclean de satul Cârlibaba, Suceava.

## Descriere
Rezervația naturală a fost declarată arie protejată prin Legea Nr. 5 din 6 martie 2000 publicată în Monitorul Oficial al României Nr. 152 din 12 aprilie 2000 (privind aprobarea planului de amenajare a teritoriului național - Secțiunea a III-a -  arii protejate) și se întinde pe o suprafață de 2.568 de hectare.
Aria naturală înclusă în Parcul Național Munții Rodnei prezintă o largă dezvoltare a reliefului glaciar (custuri, circuri glaciare, văi glaciare, morene), cuprinzând elemente ale rețelei hidrografice deosebit de pitorești (cascade, lacurile glaciare Lala Mare și Lala Mic), vârfuri, abrupturi calcaroase, pajiști alpine, păduri și poiene.

## Floră și faună
Rezervația dispune de mai multe tipuri de habitate, astfel: păduri de conifere, păduri în amestec, păduri în tranziție, păduri aluviale, turbării active, turbării cu vegetație forestieră, tufărișuri alpine și boreale, tufișuri, pajiști alpine și boreale, pajiști panonice de stâncării sau fânețe; cu o mare varietate de floră și faună caracteristice zonei nordice a Carpaților Orientali. 
Flora este una specifică în cea mai mare parte habitatelor montane, având în componență păduri de conifere sau de foioase, păduri în amestec, tufărișuri de arbusti și ierburi (de luncă, de pajiște sau de stâncărie). 
Vegetația forestieră este constituită din arbori și arbusti cu specii de brad (Abies alba), molid (Picea abies) zadă (Larix), pin (Pinus), tisă (Taxus bacata), larice (Larix decidua), zâmbru (Pinus cembra), fag (Fagus sylvatica), stejar (Quercus robur), gorun (Quercus petraea), frasin (Fraxinus), tei (Tilia), paltin de munte (Acer pseudoplatanus), carpen (Carpinus betulus), jugastru (Acer campestre), mesteacăn (Betula pendula), ulm (Ulmus glabra), scoruș de munte (Sorbus aucuparia), plop tremurător (Populus tremula), salcie  albă (Salix ), iovă (Salix caprea), arin (Alnus glutinosa), corn (Cornus mas), alun (Corylus avellana), mur (Rubus fruticosus L.), zmeur (Rubus idaeus) sau afin (Vaccinum myrtillus L.).

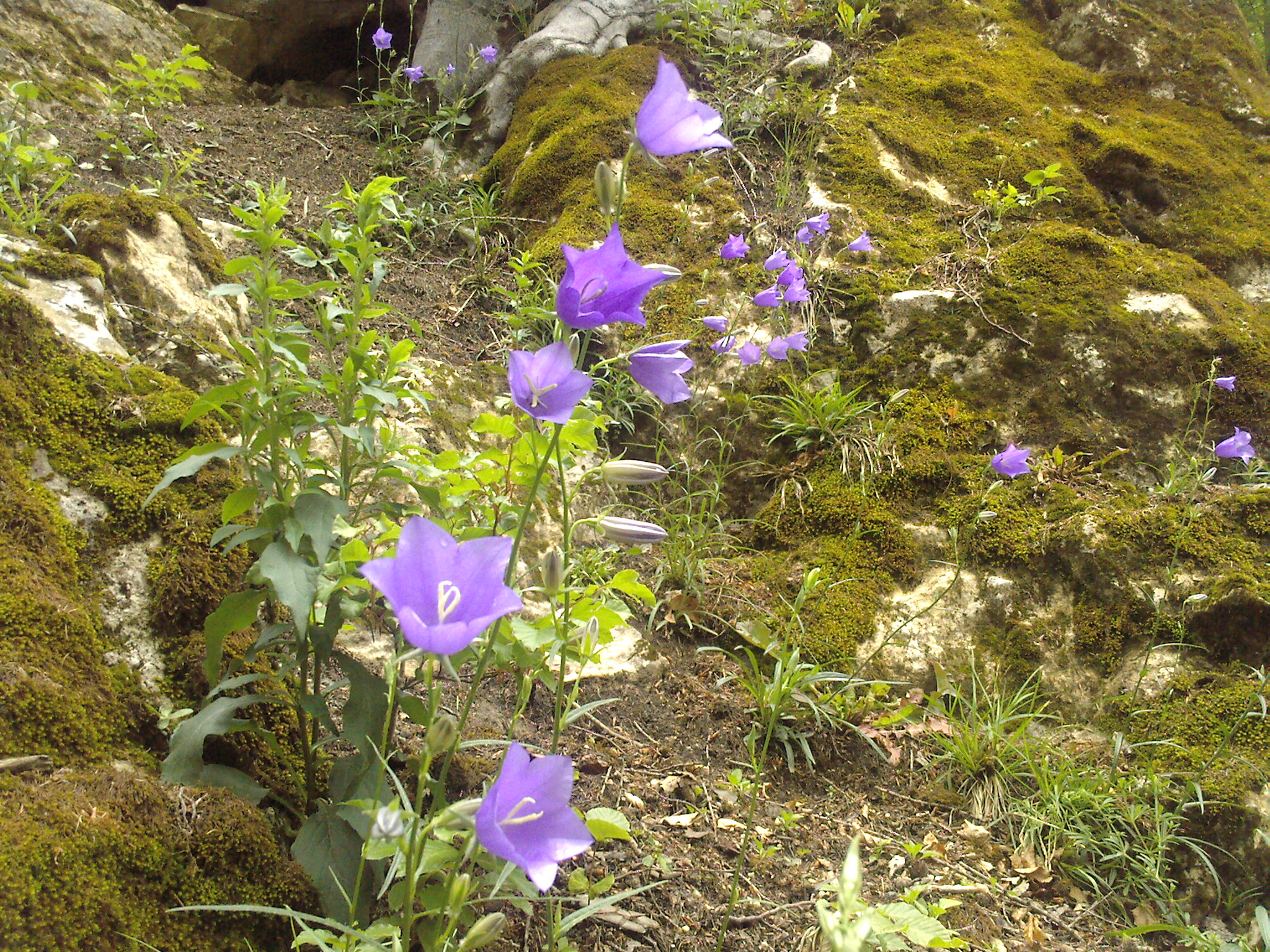
Clopoței de munte (Campanula carpatica)

La nivelul ierburilor vegetează mai multe specii floristice, printre care: clopoțel de munte (Campanula carpatica), darie (Pedicularis comosa), albăstriță (Centaurea kotschyana), garofiță de munte (Dianthus tenuifolius), poroinic (Orchis militaris), angelică (Angelica archangelica), crucea voinicului (Hepatica transsilvanica), gălbinele (Lysimachia punctata), mlăștiniță (Epipactis palustris), năpraznică (Geranium robertianum), rușuliță (Hieradum aurantiacum), fierea pământului (Marchantia polymorpha), colțișor (Dentaria bulbifera), talpa ursului (Heracleum palmatum), piciorul cocoșului (Ranunculus repens), măzăriche (Anthyllis montana), păștiță (Anemone nemorosa), oiță (Anemone narcissiflora), săbiuță (Gladiolus imbricatus), margaretă (Leucanthemum vulgare) sau brândușă de toamnă (Colchicum autumnale).
Fauna este una diversificată și bine reprezentată de mamifere, păsări, pești, reptile, și amfibieni (unele aflate pe lista roșie a IUCN), cu specii de: cerb (Cervus elaphus L.),căprioară (Capreolus capreolus), lup (Canis lupus), mistreț (Sus scrofa), vulpe (Vulpes vulpes crucigera), râs (Lynx), pisică sălbatică (Felis silvestris), jder (Martes martes), cocoș de mesteacăn („Lyrurus tetrix), găinușa de alun (Tetrastes bonasia), corb (Corvus corax), pițigoi moțat (Parus cristatus), aușel (Regulus regulus), mierlă de apă (Cinclus cinclus), ciocănitoare neagră (Dryocopus martinus), ciocănitoare de munte (Picoides tridactylus), pițigoi de brădet (Parus atus), codobatură (Motacilla alba), mugurar (Pyrrhula pyrrhula), sturz de vâsc (Turdus viscivorus) sau uliu (Accipiter nisus).

Principalele atracții botanice sunt pădurea de jepi și covoarele de bujor de munte, iar dintre cele faunistice, capra neagră.

## Atracții turistice
În vecinătatea rezervației naturale se află mai multe obiective de interes turistic (lăcașuri de cult, monumente istorice, muzee, arii protejate, zone naturale), astfel:

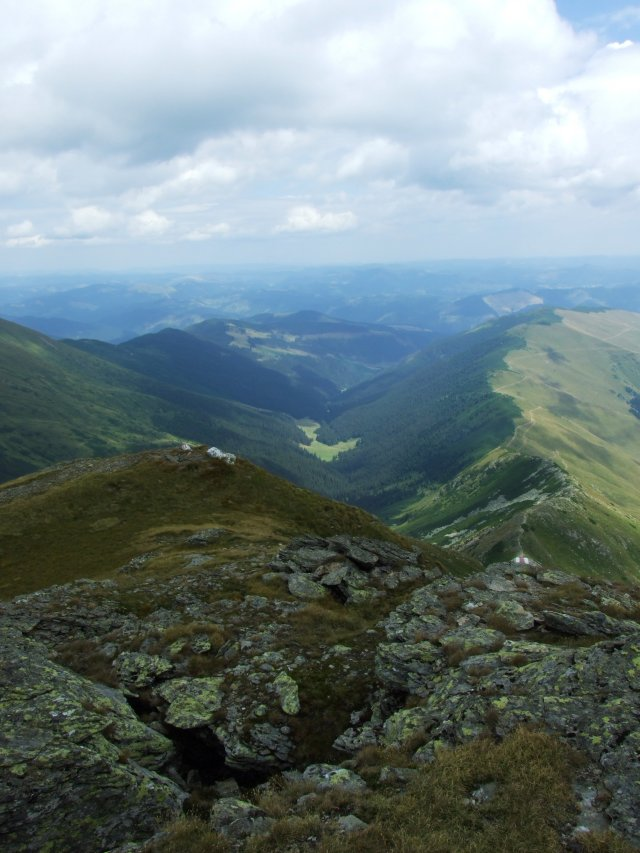
Valea Lala - vedere de pe vârful Inăuț

- Ansamblul bisericii „Sf.Mare Mucenic Gheorghe” din satul Rodna, construcție secolul al XIII-lea, monument istoric
- Biserica romano-catolică din secolul al XVIII-lea, satul Rodna
- Biserica ortodoxă din satul Rodna
- Muzeul Etnografic și al Mineritului din satul Rodna
- Casă țărănească de lemn din satul Leșu, construcție secolul al XIX-lea, monument istoric
- Rezervația naturală Poiana cu narcise de pe Masivul Saca (5 ha)
- Peștera din Valea Cobășelului
- Vârful Ineu, Munții Rodnei
- Valea Lala

## Imagini

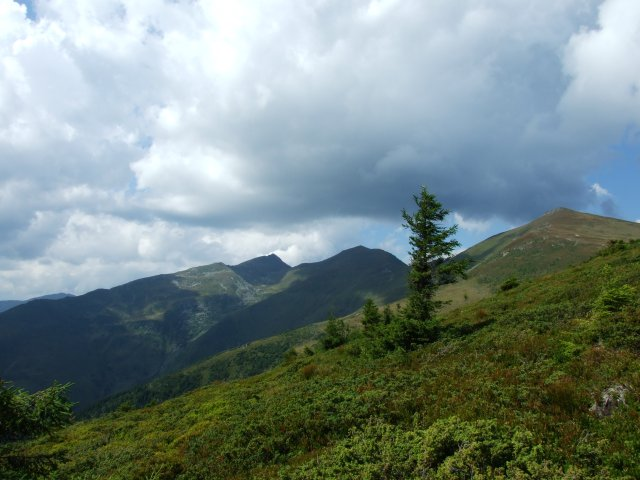
Vârfurile Inău, Inăuţ, Roşu
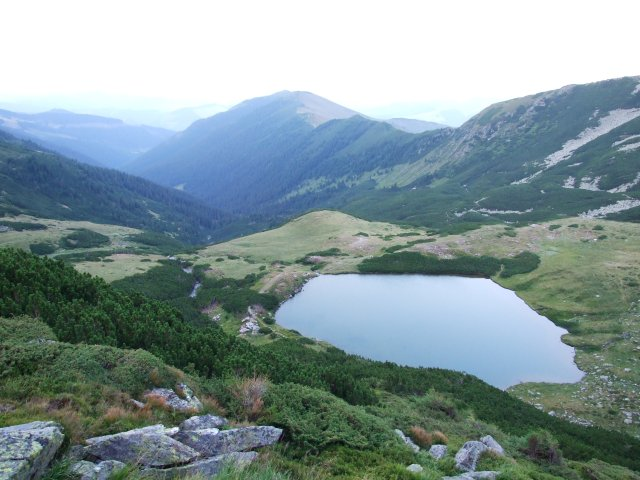
Lacul Lala Mare
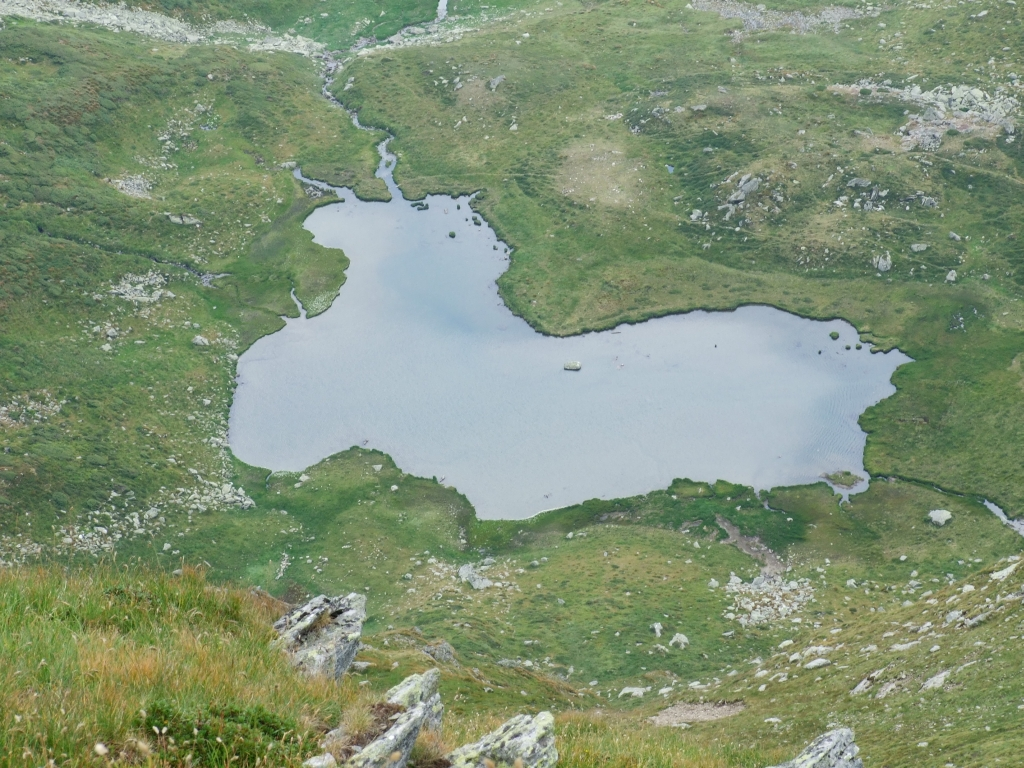
Lacul Lala Mic